# Södra Vings kyrka
Södra Vings kyrka är en kyrkobyggnad i Hökerum, som ligger i Viskadalen i Ulricehamns kommuns västra del. Den tillhör Södra Vings församling i Skara stift.

## Kyrkobyggnaden

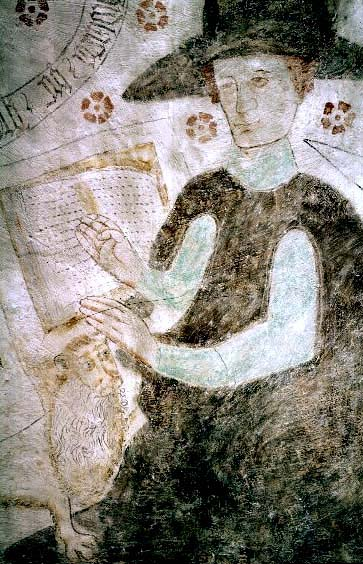
Kyrkofadern, Sankt Hieronymus (skyddshelgon för bibliotekarier och översättare). Målning från 1400-talets sista fjärdedel.

Kyrkan är en stenbyggnad vars äldsta delar, långhuset från triumfbågen till läktaren, enligt dendrokronologisk undersökning bör ha uppförts så tidigt som på 1130-talet. Enligt Västgötalagens biskopslängd byggdes den av biskop Bengt den gode, vilket ger dateringen någon gång efter 1150. Det ursprungliga koret raserades vid mitten eller slutet av 1200-talet och ersattes sannolikt på 1290-talet med nuvarande kor i unggotisk stil som tyder på inspiration från korbyggena i Skara domkyrka och Varnhems klosterkyrka. Sydportalen i sandsten är utformad med flätverksmönster, vilket tyder på att byggmästare var den så kallade Ottravadsmästaren. 
Under 1400-talet fick långhusets innertak kryssvalv som försågs med kalkmålningar, som har tyska gravyrer till förlaga. Dessa var övermålade, men vid den omfattande restaureringen 1943-1944 under ledning av arkitekt Axel Forssén tog man fram dem. Sakristian byggdes på 1600-talet som gravkor till Börje Drakenberg och på 1700-talet utökades kyrkan med ett litet trätorn med drakprydd spira, som rider på gaveln. Vid samma tid förlängdes långhuset västerut och 1748 tillkom även en herrskapsläktare i rokoko.

## Inventarier
- Nuvarande altare med huggna sandstenskvadrer härstammar från medeltiden.
- En tronande madonnaskulptur från 1400-talet, som har tillhört ett altarskåp, utförd i ek. Höjd 74 cm. [2]
- Predikstolen i barockstil tillkom på 1600-talet.
- Det triumfkrucifix, som tidigare hängde i triumfbågen återfinns numera på Borås museum.
- Värdefullt kyrksilver stals ur den gamla kyrkkistan vid ett inbrott 1850 och har aldrig återfunnits.

### Dopfunten

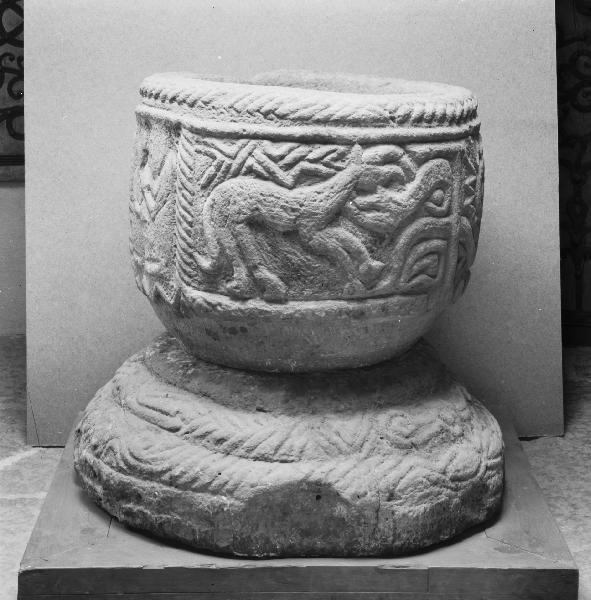
Fyrfotadjur som kämpar med ormar
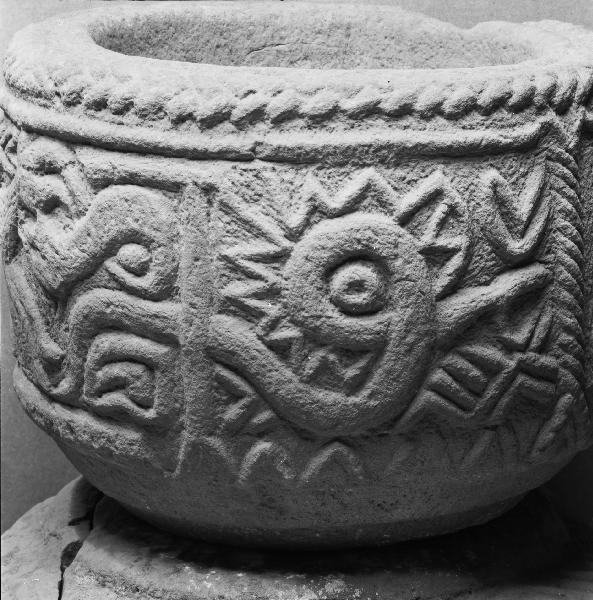
Ormar
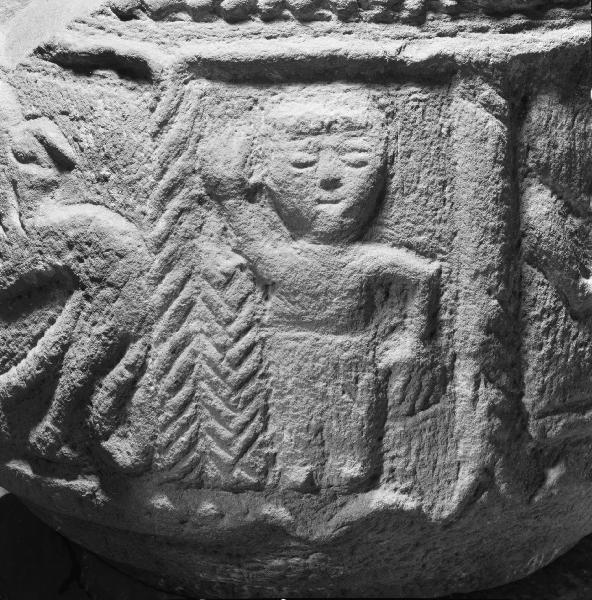
Man med lyftad hand
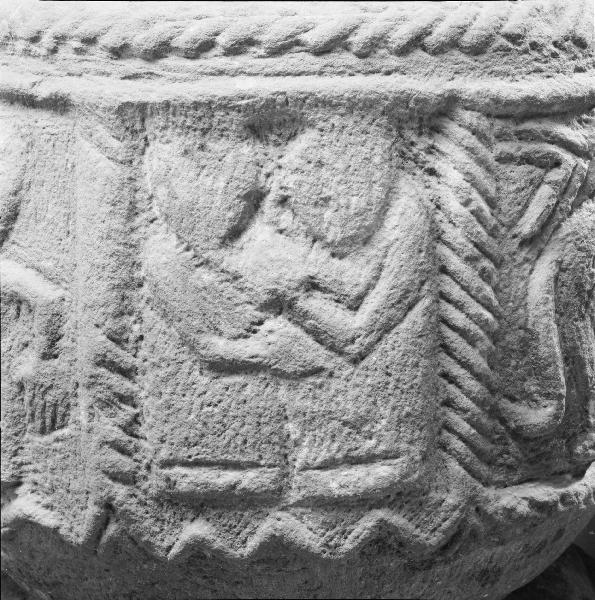
Två gestalter
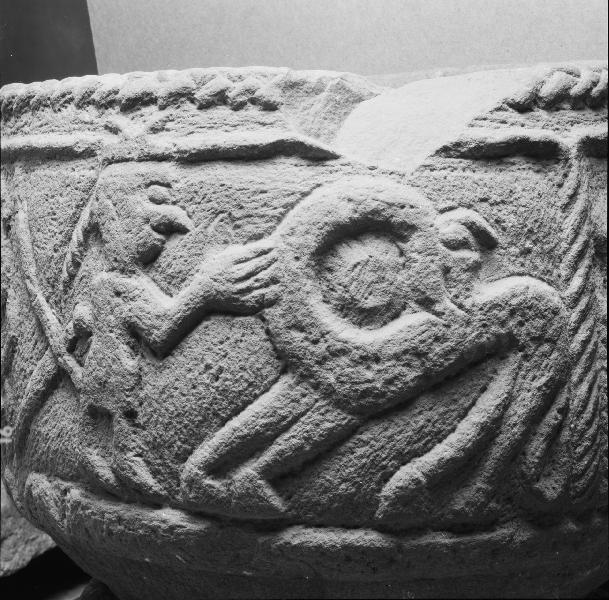
Gestalt och fyrfotadjur som biter sig i nacken
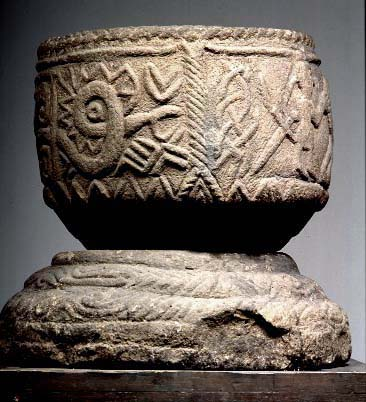

- Dopfunten är från 1100-talets andra hälft. Den ingår numera i Statens historiska museums samlingar.[3] Materialet är sandsten och funten är i två delar med en totalhöjd om 81 cm. Cuppan är cylindrisk med rundad undersida och har överst flätornamentik, därunder en rundstav och runt livet figurfält, som indelas genom vertikala rundstavar, repstavar och räfflade kolonner. Figurerna är: gestalt med svärd och hårfläta. Fyrfotadjur som biter sig i nacken. Frontalgestalt med en lyftad och en sänkt hand. Två gestalter. Fyrfotadjur som kämpar med ormar. Nedtill finns en rundstav. Foten är skivformad och har på översidan rundlar med skurna eller mejslade ornament. Stort centralt uttömningshål. Svåra skador.[4] Denna dopfunt är troligen gjord av Ottravadsmästaren eller någon i hans verkstad.[5]

### Klockor
Kyrkan hade tidigare två medeltida klockor.
- Storklockan omgöts dock redan 1772. Den skulle enligt sin inskrift först ha varit gjuten 1293.
- Lillklockan är av en välformad senmedeltida typ. Den har en latinsk inskrift, som i svensk översättning lyder: Jag prisar den sanne Guden, kallar folket, sammankallar prästerskapet, begråter de döda, fördriver pesten, pryder festerna. Klockan erinrar om den i Hällstads kyrka som är daterad till 1463, så Vings klocka bör vara från samma tid.

### Orgel
I samband med restaureringen 1943-1944 kortades den västra läktaren av och orgelfasaden med hela orgeln flyttades bakåt. Originalfasaden från 1898 var stum, medan den nuvarande är ljudande. Dagens orgel tillkom 1974 och är byggd av Tostareds Kyrkorgelfabrik. Den har arton stämmor fördelade på två manualer och pedal. Tidigare orglar var tillverkade 1898 respektive 1955. Den nuvarande innehåller det äldre pipmaterialet Subbas 16 (1955), Salicional och Rörflöjt som kan härstamma från 1898 års orgel.

## Bilder

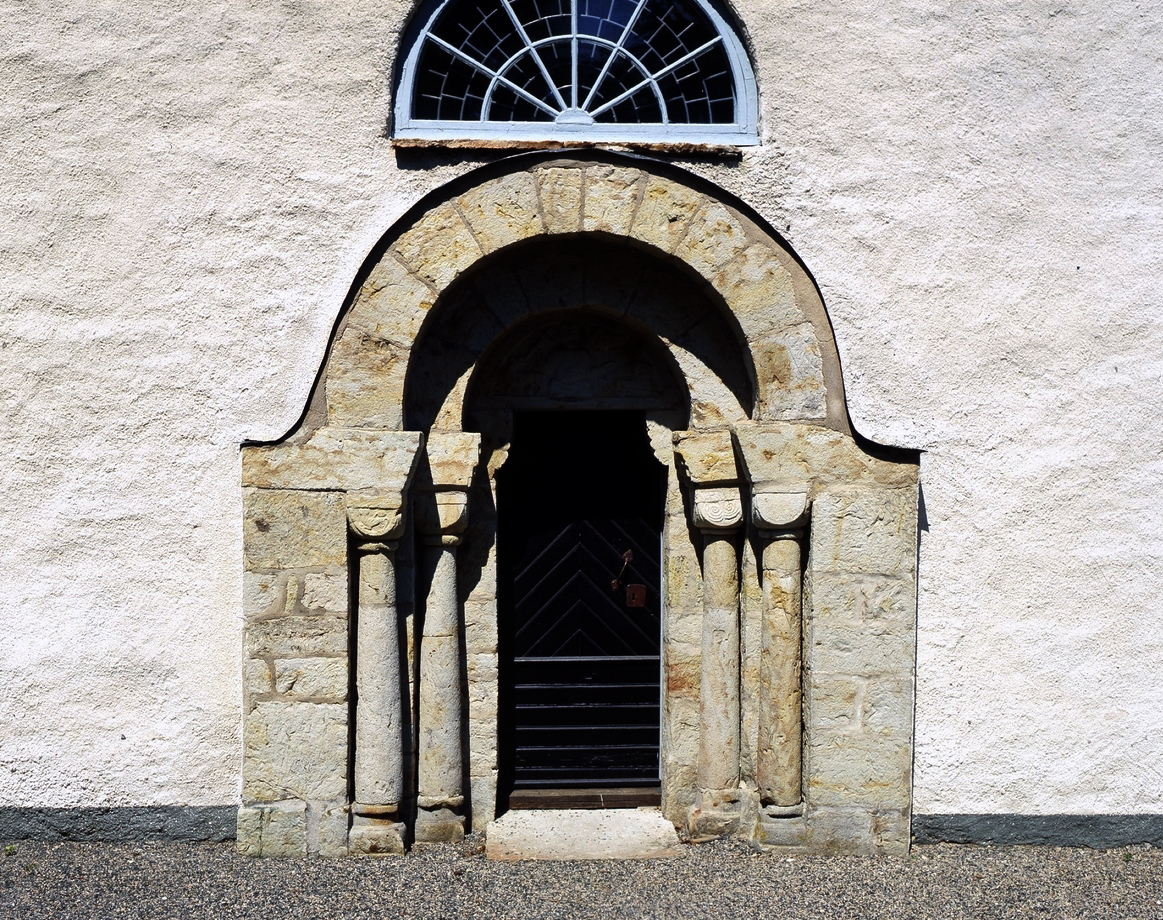
Sydportalen i romansk stil.
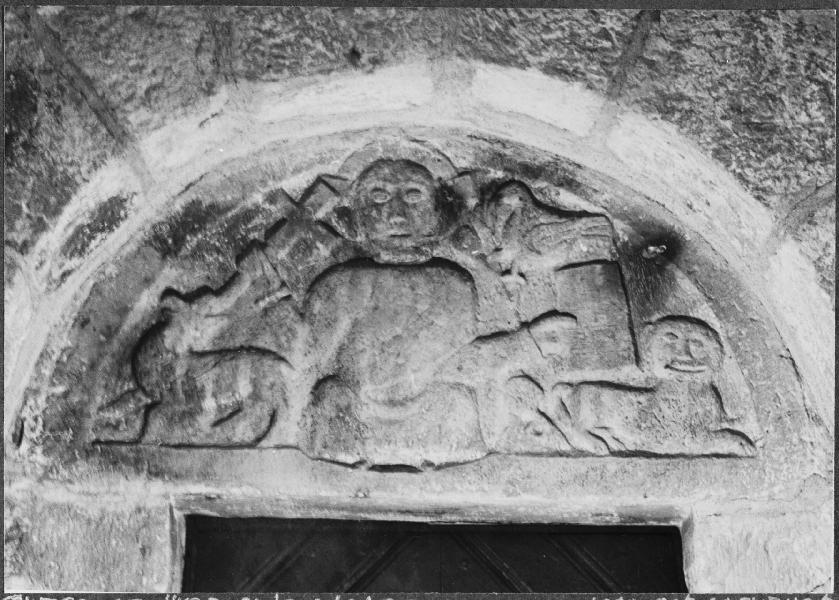
Tympanon över sydportalen
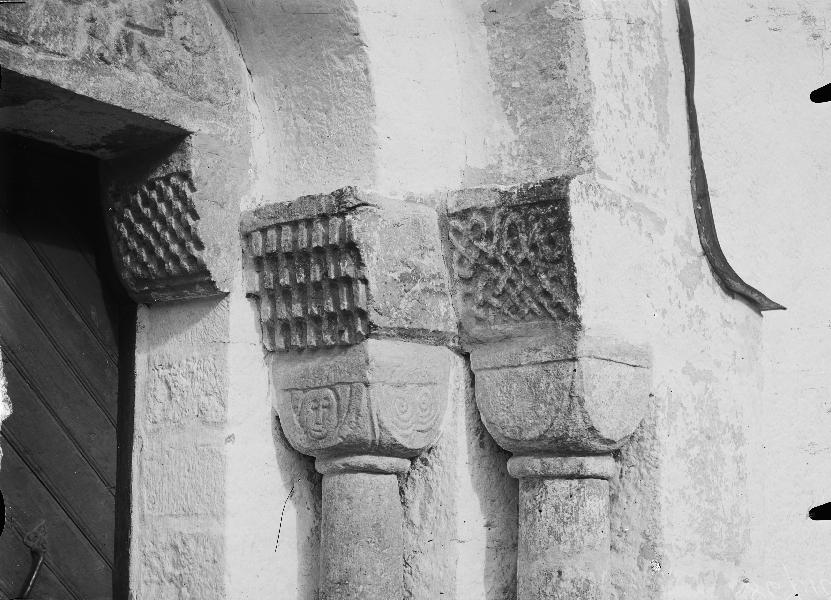
Sydportalen med de östra kolonnernas kapitäl
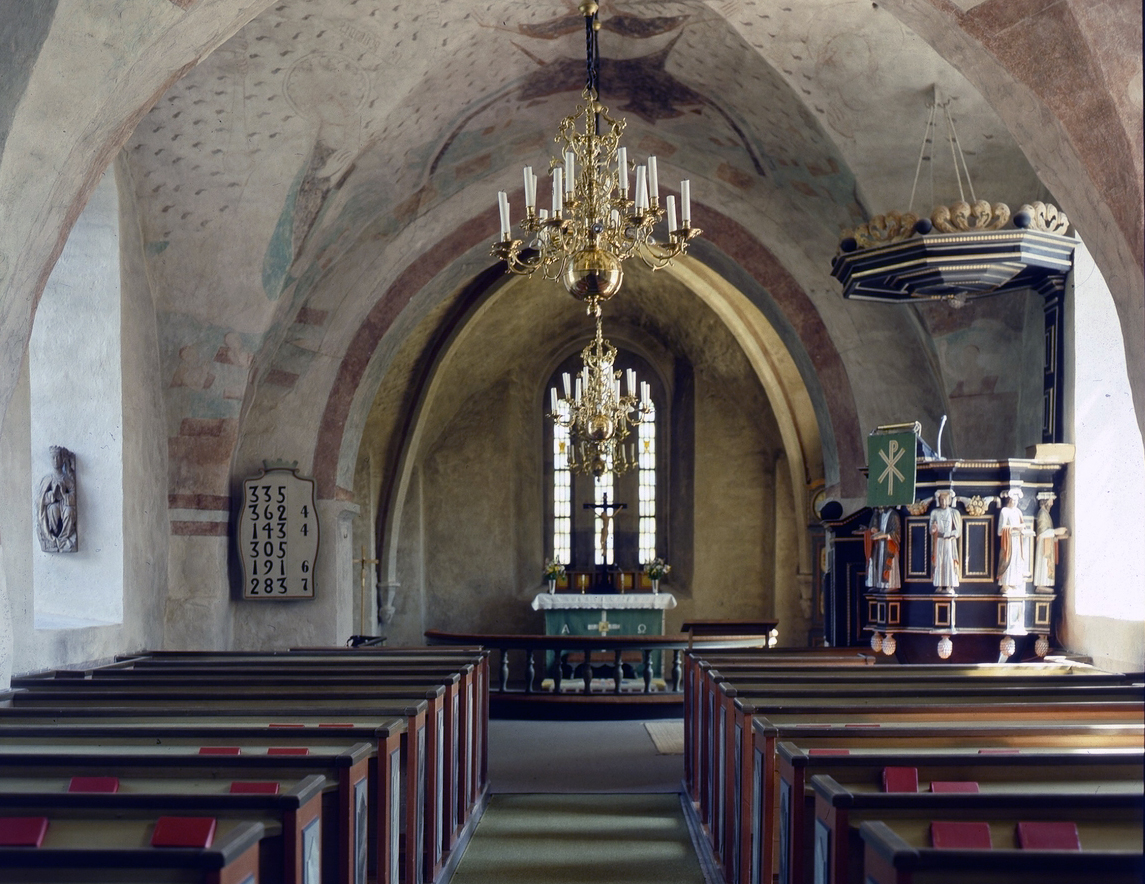
Interiör mot koret
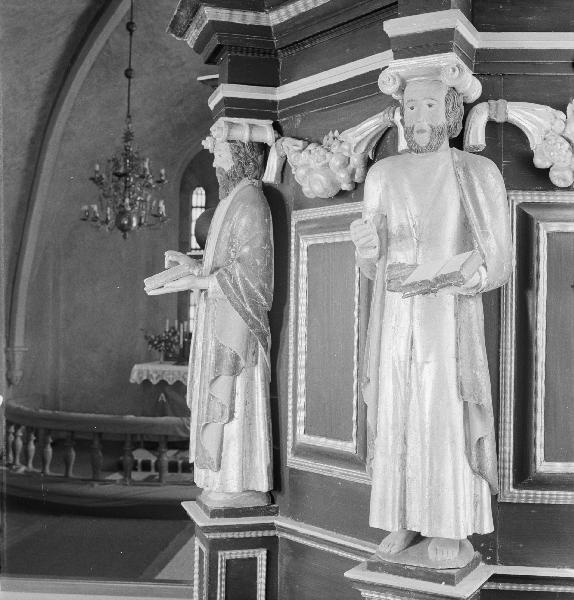
Detalj av predikstolen
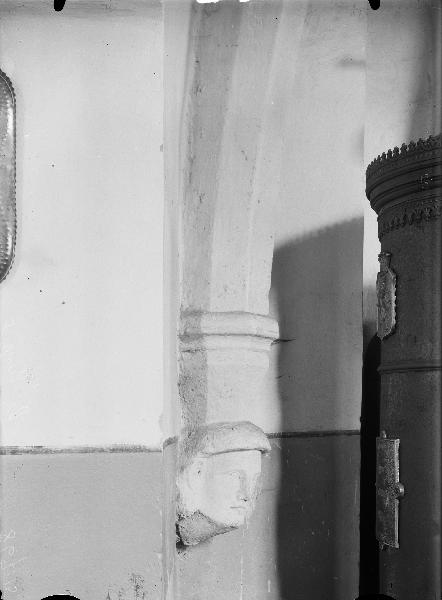
Manshuvud som konsol under korets valvribba.
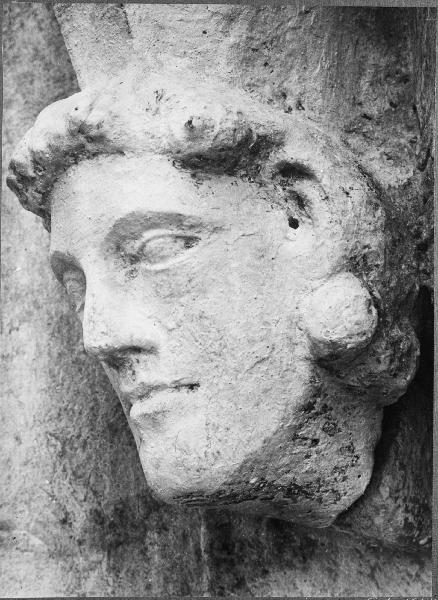
Manshuvud i kyrkans gotiska kor.
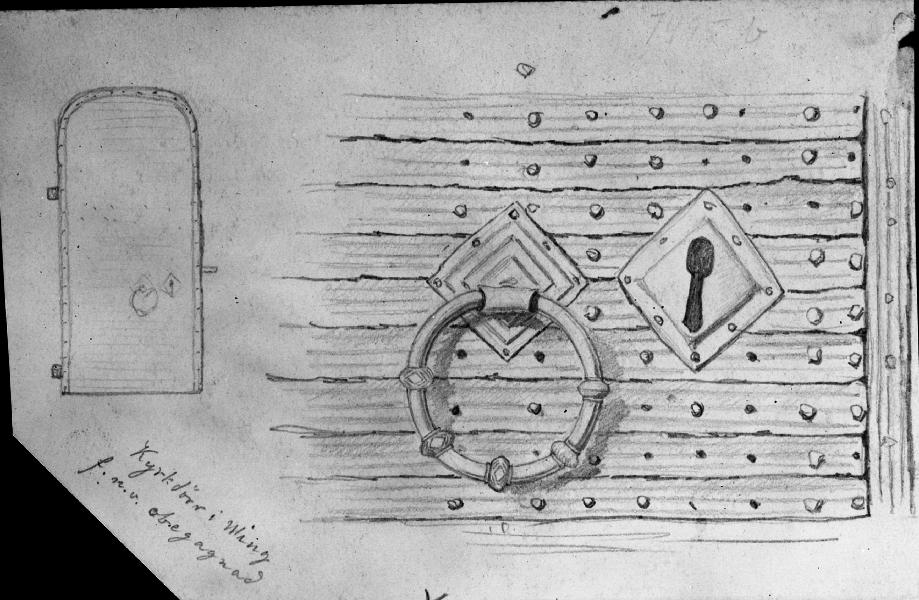
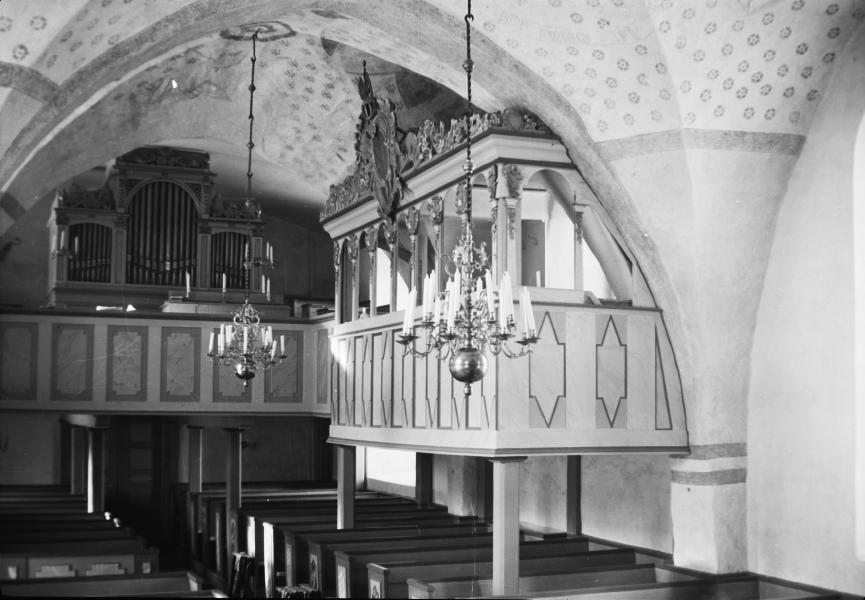
Herrskapsläktaren. Lagman Giötenstierna, ägare av Hökerums gård, satte upp den 1748 och familjens släktvapen pryder den fortfarande.
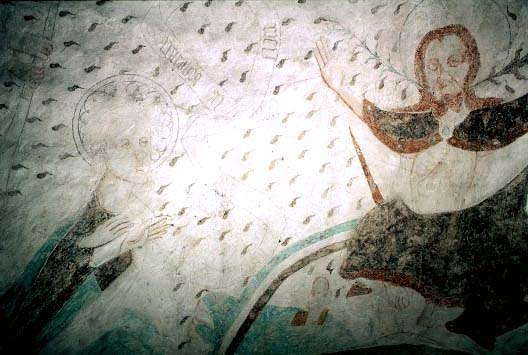
Kalkmålning, sent 1400-tal.